# Ockholm
Ockholm (frisó septentrional goesharder e Hoolme) és un municipi del districte de Nordfriesland, dins l'Amt Mittleres Nordfriesland, a l'estat alemany de Slesvig-Holstein. Es troba a 20 kilòmetres de Niebüll i a 5 kilòmetres de la carretera cap a Husum. El 31 de desembre del 2023 tenia 308 habitants.